# Sub-bass

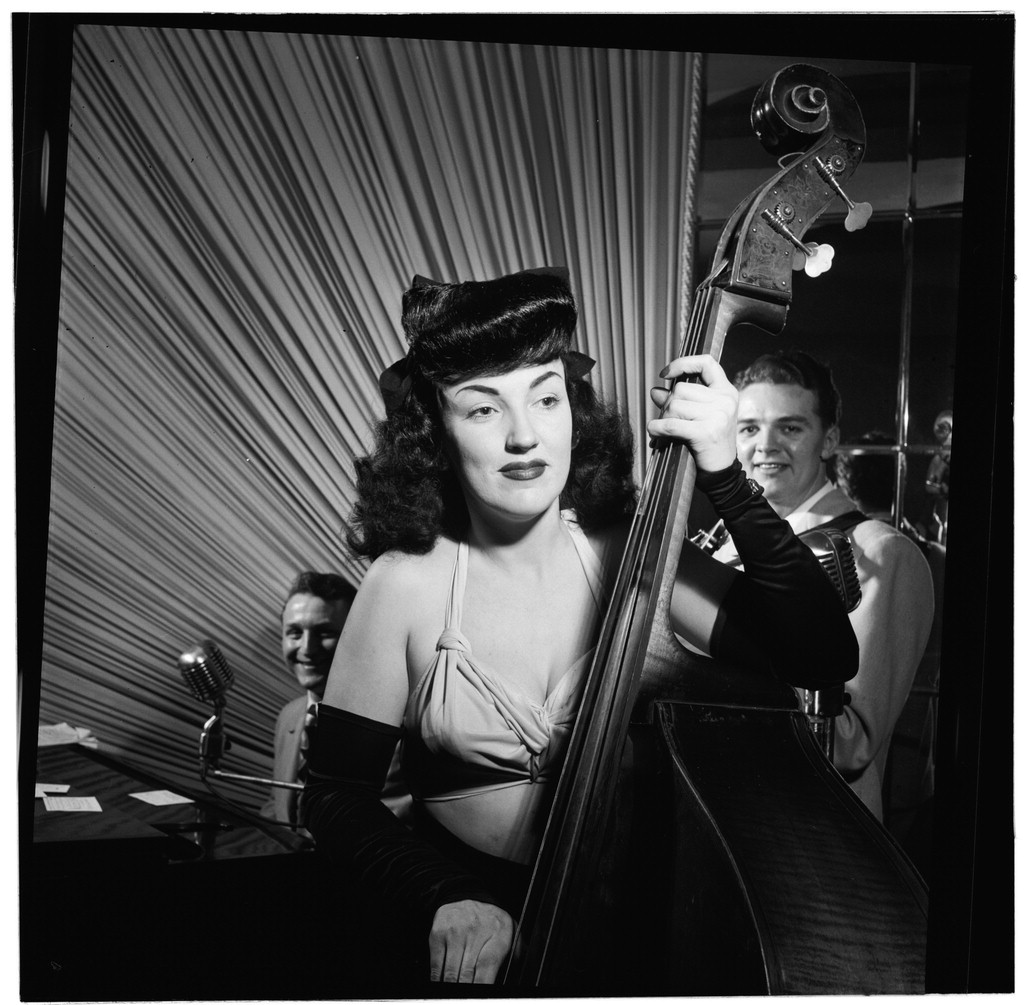
Nhạc công contrebasse Vivien Garry trình diễn trong một chương trình ở thành phố New York năm 1947. Contrebasse là nhạc cụ sub-bass của nhạc cụ bộ dây, vì nó tạo ra các cao độ ở âm vực thấp nhất trong họ này.

Sub-bass, âm sub là âm thanh có âm vực sâu, dưới khoảng 70Hz (C♯2  trong ký hiệu cao độ khoa học) đến tần số thấp nhất mà con người có thể nghe thấy, khoảng 20Hz (E0).
Trong phạm vi trên, thính giác của người kém nhạy cảm hơn nên những nốt này có xu hướng được cảm nhận nhiều hơn là được nghe thấy. Dây E thấp trên guitar bass thường được điều chỉnh ở mức 41,2 Hz, trong khi nốt thấp nhất trên đàn piano tiêu chuẩn là A ở mức 27,5 Hz. Hệ thống tăng cường âm thanh và hệ thống loa công cộng (PA) thường sử dụng một hoặc nhiều loa siêu trầm để khuếch đại âm thanh ở dải âm sub-bass. Các âm dưới sub-bass là hạ âm.